# Matrimonio igualitario en Dinamarca
El matrimonio igualitario en Dinamarca es legal desde el 15 de junio de 2012, tanto civil como religioso celebrado por la Iglesia Evangélica Luterana Danesa, la religión mayoritaria de los daneses que tiene carácter de iglesia nacional. Anteriormente estaba disponible una ley de uniones civiles (danés: registreret partnerskab) para las parejas del mismo sexo vigente desde el 7 de junio de 1989, este hecho convirtió a Dinamarca en el primer país del mundo en implementar una ley de reconocimiento para las parejas del mismo sexo.

## Unión civil
La ley entró en vigor el 1 de octubre de 1989. Fue extendida a Groenlandia el 26 de octubre de 1996, y modificada en 1999. Garantiza todos los derechos jurídicos y fiscales y las obligaciones con las siguientes excepciones:
- Leyes que hacen referencia explícita a los sexos de una pareja casada, que no se aplican a las uniones civiles.
- Las regulaciones de los tratados internacionales no se aplican a menos que todos los firmantes estén de acuerdo.

El 17 de marzo de 2009, el Folketing, presentó un proyecto de ley que da a las parejas del mismo sexo en las uniones civiles el derecho de adoptar en forma conjunta, que fue aprobado el 4 de mayo de 2010, y entró en vigor el 1 de julio de 2010.

### Divorcio
El divorcio de parejas de hecho registradas sigue las mismas reglas que las del divorcio dentro de un matrimonio. Los cónyuges deben cumplir con uno de los siguientes requisitos de residencia: (1) por lo menos un cónyuge debe ser ciudadano danés o ser residente en Dinamarca, o (2) ambas partes deben haber residido en Dinamarca durante al menos dos años. Los ciudadanos de Finlandia, Islandia y Noruega serán tratados como ciudadanos daneses a los efectos de los requerimientos de residencia. Además, el ministro de Justicia puede ordenar la ciudadanía de cualquier otro país con una ley similar a la de Dinamarca, se tratará como un ciudadano de Dinamarca.

## Matrimonio
En 2006, cinco diputados del partido Social Liberal presentaron una resolución que pidió al Gobierno la elaboración de una ley de matrimonio entre personas del mismo sexo. La resolución fue debatida en el Parlamento con la oposición de los miembros de la coalición conservadora en el gobierno. La Ministra de la Familia, Carina Christensen, sostuvo que las parejas registradas ya tenía los mismos derechos que las parejas casadas, excepto la posibilidad de casarse por iglesia, y que por lo tanto extender el derecho al matrimonio no era necesario.
En enero de 2008, Lone Dybkjær, del partido Social Liberal, pidió una vez más para implementar una ley de matrimonio entre personas del mismo sexo. La alcaldesa para la Cultura y Recreación de Copenhague, Pia Allerslev, del partido gobernante conservador, Venstre, también apoyó públicamente el matrimonio entre personas del mismo sexo, [8]al igual que el alcalde de Copenhague, Ritt Bjerregaard.
En junio de 2010, el Parlamento una vez más debatió un proyecto de ley de matrimonio entre personas del mismo sexo, propuesto por los partidos de la oposición, que fue rechazado por todos los partidos de la coalición en gobierno, así como el Partido Popular Danés, en una votación de 51 contra 57.
En octubre de 2011, Manu Sareen, Ministro de Igualdad y de asuntos eclesiásticos de Dinamarca, anunció que el gobierno trataría de legalizar el matrimonio entre personas del mismo sexo para la primavera de 2012. El 18 de enero de 2012, el gobierno publicó dos proyectos de ley. Un proyecto de ley introduce una definición de género neutra al matrimonio y permite a parejas del mismo sexo contraer matrimonio en las oficinas del registro civil y en la Iglesia de Dinamarca. Según el proyecto las uniones civiles existentes tienen la opción de convertirse en un matrimonio, mientras que no pueden ser realizadas nuevas uniones civiles. De acuerdo con el otro proyecto de ley, los sacerdotes pueden negarse a celebrar matrimonios entre personas del mismo sexo. A otras comunidades religiosas también se les permite llevar a cabo estas uniones, pero no se verán obligadas a hacerlo. Los proyectos de ley estuvieron en proceso de consulta hasta el 22 de febrero de 2012.
El 14 de marzo de 2012, el Gobierno presentó los dos proyectos de ley al Parlamento danés, que los aprobó el 7 de junio de 2012, con 85 votos a favor y 24 en contra. La nueva ley entró en vigor el 15 de junio de 2012.

## Groenlandia y las islas Feroe
Como regiones autónomas del Reino de Dinamarca, Groenlandia y las Islas Feroe actúan como países independientes en la mayoría de las cuestiones, entre ellas, la legislación sobre el matrimonio. Así, la ley que permitió el matrimonio entre personas del mismo sexo en Dinamarca no actuó en estas dos regiones que necesitan leyes propias para su implantación.
El matrimonio entre personas del mismo sexo en Groenlandia es legal desde el 1 de abril de 2016, tras aprobarse por unanimidad en 2015 una ley que lo regularizaba.
El matrimonio entre personas del mismo sexo en las islas Feroe es legal desde el de 1 de julio de 2017  después de haberse aprobado en mayo de 2016 en el Parlamento feroés la ley que lo regulariza.
Desde mediados de 2017, el matrimonio entre personas del mismo sexo es legal en todos los territorios del Reino de Dinamarca.

## Matrimonio religioso
La Iglesia del Pueblo Danés, la religión oficial y mayoritaria del país, permitió el matrimonio religioso entre personas del mismo sexo en su sínodo de 2012, entrando en vigor la celebración de bodas igualitarias en junio del mismo año. No obstante, cada religioso tiene la libertad si desea oficiar una boda a una pareja homosexual o no.